# Нова Липа
Нова Липа (словен. Nova Lipa) — поселення в общині Чрномель, Південно-Східна Словенія, Словенія. Висота над рівнем моря: 177,2 м.